# Laxe
Laxe – gmina w Hiszpanii, w prowincji A Coruña, w Galicji, o powierzchni 36,78 km². W 2011 roku gmina liczyła 3313 mieszkańców.